# Au (Simmelsdorf)
Au ([aʊ̯] ) ist ein Gemeindeteil der Gemeinde Simmelsdorf im Landkreis Nürnberger Land (Mittelfranken, Bayern). Au liegt in der Gemarkung Simmelsdorf.

## Geografie
Der Weiler befindet sich am Osthang des Schnaittachtales. Eine Anliegerstraße führt 250 Meter westlich zur Staatsstraße 2241. 100 m westlich verläuft die Schnaittachtalbahn.

## Geschichte
Die im Jahr 1403 erstmals erwähnte Ortschaft bestand vom 15. bis ins 19. Jahrhundert aus den Gütern Ober-, Mittel- und Unterau.
Mit dem Gemeindeedikt wurde Au im Jahr 1808 dem Steuerdistrikt Hedersdorf und der Ruralgemeinde Hedersdorf zugewiesen. Mit dem Zweiten Gemeindeedikt (1818) erfolgte die Umgemeindung in die neu gebildete Gemeinde Rabenshof. Diese wurde zum 1. Juli 1931 aufgelöst und der Weiler Au der Gemeinde Simmelsdorf zugeordnet.